# جان کارلین (بازیکن فوتبال)
جان کارلین (انگلیسی: John Carlin; ۱ ژوئن ۱۸۷۱ – 1935) بازیکن فوتبال اهل بریتانیا بود.
از باشگاه‌هایی که در آن بازی کرده‌است می‌توان به باشگاه فوتبال لیورپول اشاره کرد.